# Pico do Lamego
O Pico do Lamego é uma elevação portuguesa localizada no concelho da Lagoa, ilha de São Miguel, arquipélago dos Açores.
Este acidente geológico tem o seu ponto mais elevado a 279 metros de altitude acima do nível do mar. Esta formação geológica localiza-se próxima da localidade das Arruadas.